# Tragédie lyrique

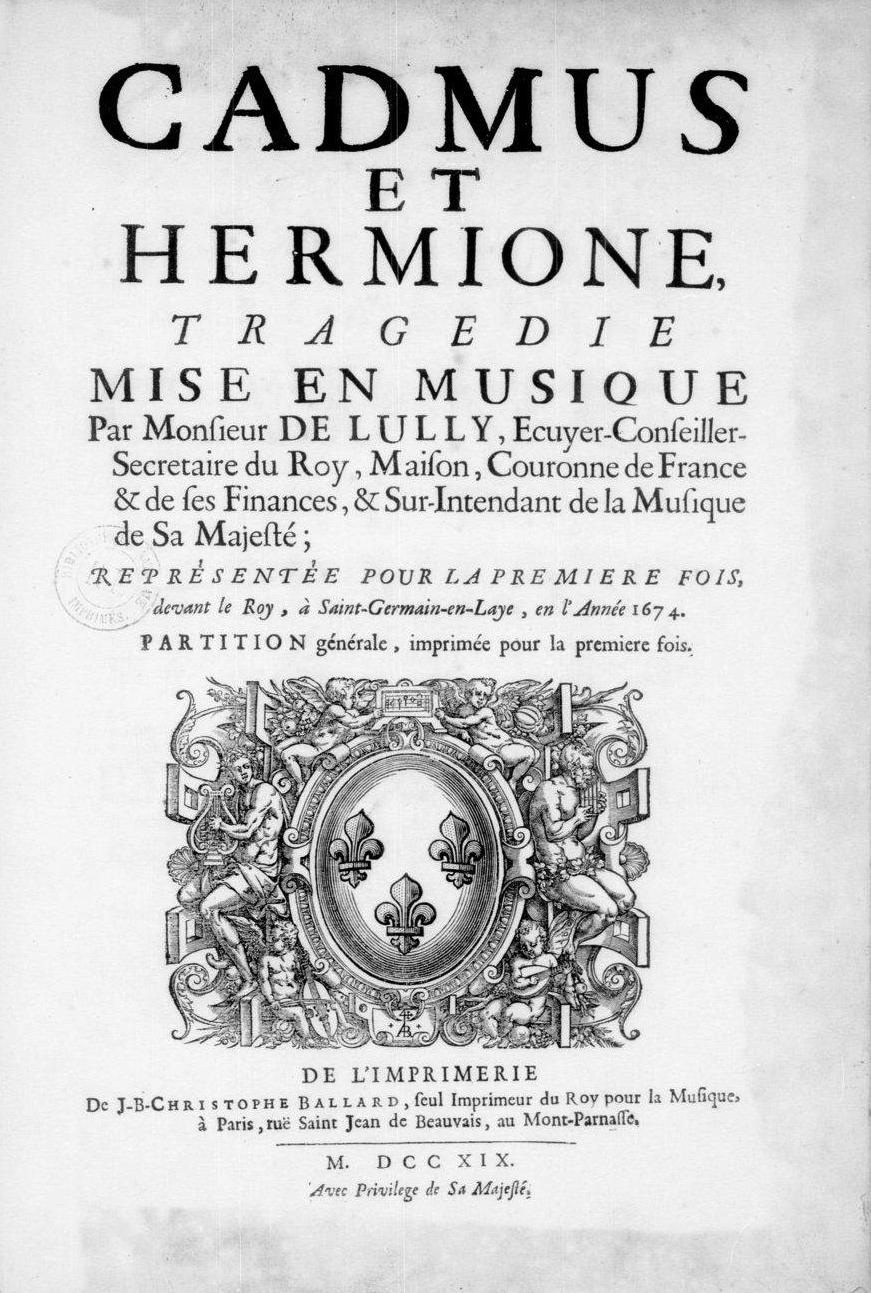
Ten utwór jest tragedią liryczną zatem jest jak najbardziej poprawnym umieszczenie go tutaj jako przykład. Link na potwierdzenie:

Tragédie lyrique (tragédie en musique, pastorale heroique) to gatunek francuskiej opery, kultywowany w epoce baroku i częściowo klasycyzmu. Forma ta nawiązywała po części do typu widowiska operowego wykształconego w Wenecji w poł. XVII wieku oraz do rodzimej we Francji tradycji baletu dworskiego.
Twórcami tragedii lirycznej  byli: Robert Cambert i Jean-Baptiste Lully. Cambert jako pierwszy wystawił w Paryżu operę w języku francuskim (1671), na skutek intryg Lully'ego wyjechał z Francji, a ambitny Włoch otrzymał od Ludwika XIV patent na przedstawienia operowe. W zamierzeniu Lully'ego ta forma opery miała być połączeniem literackich osiągnięć tragedii francuskiej (Pierre Corneille, Jean Baptiste Racine) oraz form wypracowanych przez kompozytorów i choreografów w przedstawieniach ballet de cour.
Tragédie lyrique składała się z reguły z pięciu aktów poprzedzonych uwerturą (powtarzaną po prologu) i prologiem o tematyce alegorycznej. Prolog ten miał najczęściej formę panegiryku poświęconego królowi i nawiązywał często do aktualnych wydarzeń politycznych. W tematyce francuskich tragedii muzycznych przeważały motywy zaczerpnięte z mitologii grecko-rzymskiej oraz opracowania popularnych ówcześnie dzieł Torquato Tassa. Poszczególne akty składały się ze scen, w których przeważały dialogi i monologi ujęte w recytatywy, z częstymi zmianami metrum. Recytatywy te w rytmice i melodyce miały oddawać cechy charakterystyczne dla sposobu deklamacji praktykowanego w tym czasie podczas wystawiania tragedii mówionych. Krótkie arie o dwuczęściowej z reguły budowie, łączyły się z recyatywami bez przerw. W każdym z aktów libreciści zamieszczali zazwyczaj rozbudowane divertissement, złożone z tańców, scen pantomimicznych, chórów, ansamblów i krótkich arii. W przedstawieniach tych istotną rolę pełniły maszynerie teatralne oraz skomplikowana choreografia. Rzadkim zjawiskiem były arie z koloraturą w stylu włoskim. Dopiero w I poł. XVIII wieku styl ten zaczął przenikać do francuskiej tragedii muzycznej, głównie w dziełach Jean-Philippe Rameau.
Forma, stylistyka i rozmach sceniczny tragedii lirycznej w znaczącym stopniu wpłynęły na twórczość operową niektórych kompozytorów epoki klasycyzmu muzycznego: Christopha Willibalda Glucka, Antonio Salieriego, Niccolò Piccinniego. W  niewielkim stopniu zauważa się jej wpływ na niektóre dzieła sceniczne Mozarta. Poprzez twórczość Étienne-Nicolas Méhula i Luigiego Cherubiniego i Jean-François Lesueur'a, do pewnego stopnia odcisnęła również formalne piętno na niektórych elementach XIX-wiecznej grand opéra (sceny chóralne, balet, dramatyczne monologi nawiązujące do konwencji tragedii mówionej). W dziełach tych, ważną rolę odgrywały  rozbudowane sceny z udziałem jednego lub kilku solistów śpiewających razem z chórem, co pogłębiało efekt dramatyczny i muzyczny. Taki zabieg kompozytorski stosowany z upodobaniem przez twórców XIX-wiecznych miał swoje źródło już we wcześniejszych dziełach Lully'ego, Rameau i Glucka.

## Twórcy tragedii lirycznych
Robert Cambert, Jean-Baptiste Lully, Pascal Collasse, Marin Marais,
Marc-Antoine Charpentier, André Campra, Jean-Joseph Mouret,
Henri Desmarets, Jean-Marie Leclair, Jean-Philippe Rameau, 
Antonio Salieri, Niccolò Piccinni, Étienne-Nicolas Méhul, Luigi Cherubini, Jean-François Lesueur